# SLC6A20
SLC6A20‏ (Solute carrier family 6 member 20) هوَ بروتين يُشَفر بواسطة جين SLC6A20 في الإنسان.